# Драчук, Виктор Семёнович
Ви́ктор Семёнович Драчу́к (11 ноября 1936, Рудое Село — 16 августа 1989, Киев) — советский журналист, писатель, краевед и археолог. Кандидат исторических наук.

## Биография
Родился 11 ноября 1936 года в селе Рудое Село Володарского района Киевской области.
После окончания школы поступил на философский факультет КГУ имени Т. Г. Шевченко. Ещё будучи студентом, принимал активное участие в конференциях по археологии.
Руководил научным обществом Киевского университета и комиссией по работе с молодыми учёными АН УССР. Сотрудник Института археологии АН УССР. Заведующий отделом науки газеты «Киевский комсомолец».
В результате пережитой автомобильной катастрофы получил тяжёлую черепно-мозговую травму, попал в больницу в состоянии клинической смерти. Он утратил зрение, речь, слух, был полностью неподвижен. После многих лет эти функции были частично восстановлены усилиями медиков ГДР.
Опубликованная им в 1971 году брошюра «Шаг в неведомое» о росписях Таш-Аира близ Бахчисарая положила начало серии «Археологические памятники Крыма». Интересовался историей и дешифровкой древних письменностей. Также опубликовал исторические очерки по краеведению Крыма и по истории комсомола. Диссертация была посвящена тамгам скифских и боспорских правителей.
Умер 16 августа 1989 года в Киеве.

## Публикации
- Драчук В. С. Об исследовании тамгообразных знаков северопонтийской периферии античного мира // Dacia: Revistă arheologică și de istorie veche. — 1970. — T. XIV.
- Драчук В. С. Шаг в неведомое. — Симферополь: Крым, 1971. — 100 с. — (Археологические памятники Крыма). — 10 000 экз. (о росписях Таш-Аира близ Бахчисарая)
- Драчук В. С. Надпись на камне. — Киев: Наукова думка, 1971. — 148 с. (обл.) (о Тмутараканском камне)
- Драчук В. С. Системы знаков Северного Причерноморья: Тамгообразные знаки северопонтийской периферии античного мира первых веков нашей эры. — Киев: Наукова думка, 1975. — 176, [48] с. — 10 000 экз. (в пер., суперобл.)
- Драчук В. С. Дорогами тысячелетий: О чём поведали письмена. — М.: Молодая гвардия, 1976. — 256 с. — (Эврика). — 100 000 экз. (о дешифровке древних письменностей)
  - Драчук В. С. Дорогами тысячелетий: О чём поведали письмена. — Изд. 2-е. — М.: Молодая гвардия, 1977. — 256 с. — (Эврика). — 150 000 экз.
- Драчук В. С. Рассказывает геральдика. — М.: Наука, 1977. — 256 с. — (История нашей Родины). — Допечатка тиража 73 000 экз. (обл.)

- Драчук В. С., Кара Я. Б., Челышев Ю. В. Керкинитида—Гёзлёв—Евпатория. — Симферополь: Таврия, 1977. — 128 с. — (Археологические памятники Крыма). — 50 000 экз. (обл.)
- Драчук В. С., Смирнова В. П., Челышев Ю. В. Евпатория. — Симферополь: Таврия, 1979. — 112 с. — 50 000 экз. (в пер..)
- Драчук В. С. Восхождение к подвигу. — 1982. (о судьбе историка Павла Надинского (1894—1961))